# Cladotanytarsus congolensis
Cladotanytarsus congolensis är en tvåvingeart som först beskrevs av Lehmann 1979.  Cladotanytarsus congolensis ingår i släktet Cladotanytarsus och familjen fjädermyggor.
Artens utbredningsområde är Kongo. Inga underarter finns listade i Catalogue of Life.